# 리사 제라드

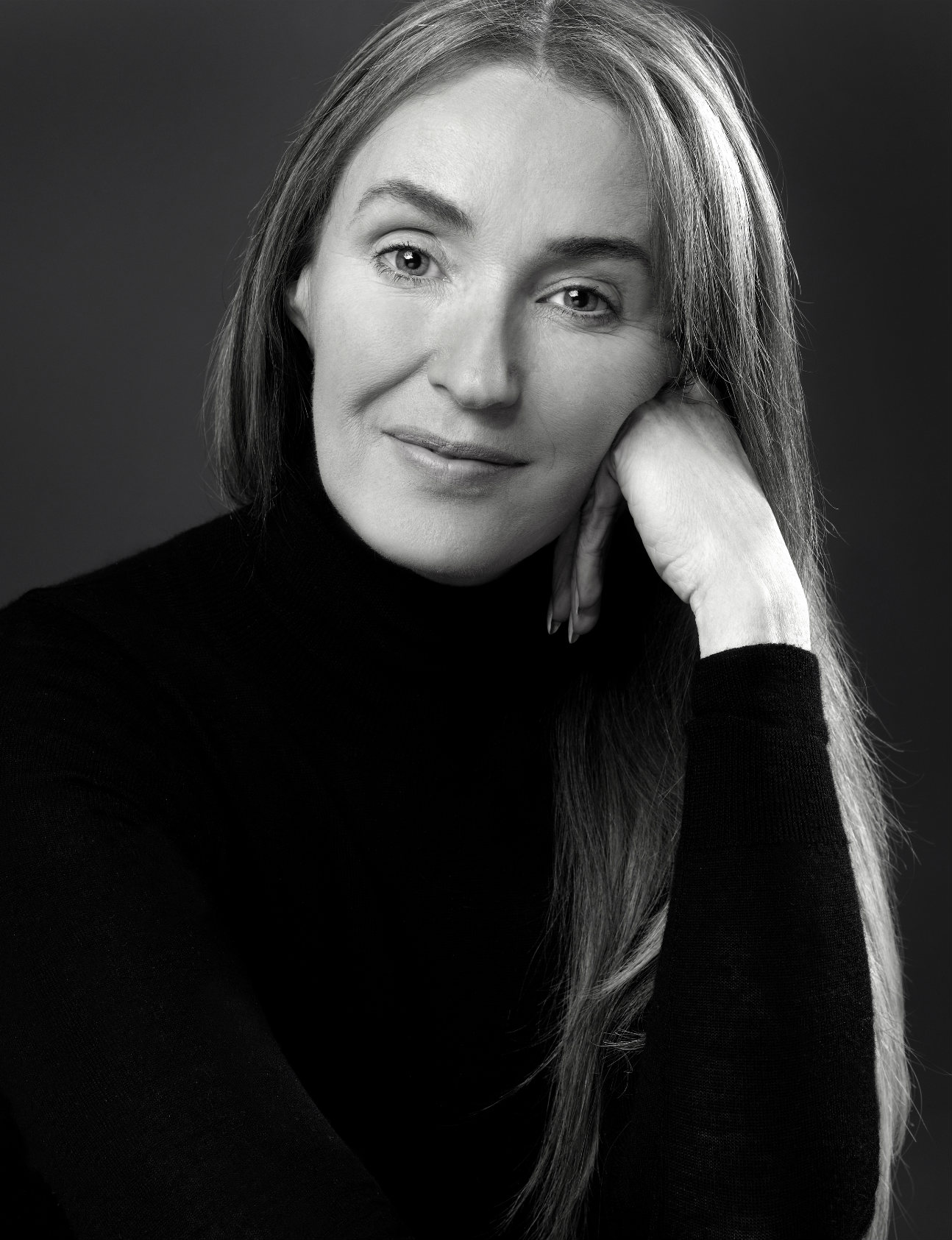
리사 제라드

리사 제라드(영어: Lisa Germaine Gerrard, 1961~)는 오스트레일리아의 가수이자 작곡가이다.
브랜든 페리와 함께 그룹 데드 캔 댄스를 결성하여 이름을 알렸다. 2000년 영화 《글래디에이터》의 OST "Now We Are Free"를 불러 골든글로브 음악상을 수상했다.